# Monique Sullivan
Pour les articles homonymes, voir Sullivan.
Monique Sullivan, née le 21 février 1989 à Calgary, est une coureuse cycliste canadienne. Elle a notamment été médaillée d'or de la vitesse individuelle et du keirin lors des championnats panaméricains de cyclisme de 2012.

## Palmarès

### Jeux olympiques
- Londres 2012
  - 6e du keirin
  - 11e de la vitesse individuelle
- Rio 2016
  - 8e de la vitesse par équipes
  - 17e de la vitesse individuelle
  - 25e du keirin

### Championnats du monde
- Aguascalientes 2007
  -  Médaillée de bronze du keirin juniors
- Pruszków 2009
  - Seizième de finale de la vitesse individuelle
- Copenhague 2010
  - 9e du keirin
  - 15e du 500m
- Apeldoorn 2011
  - Seizième de finale de la vitesse individuelle
- Melbourne 2012
  - Seizième de finale de la vitesse individuelle
- Saint-Quentin-en-Yvelines 2015
  - 4e du keirin[1].
  - 12e de la vitesse par équipes (avec Kate O'Brien)[2].
  - 15e de la vitesse individuelle[3] (éliminée en seizièmes de finale[4]).
- Londres 2016
  - 9e de la vitesse par équipes (avec Kate O'Brien)[5].
  - 21e du keirin[6]
  - 27e de la vitesse individuelle[7] (éliminée en qualifications[8]).

### Coupe du monde
- 2015-2016
  - 3e du keirin à Cambridge

### Jeux du Commonwealth
- Dehli 2010
  -  Médaillée de bronze de la vitesse par équipes

### Championnats panaméricains
- Mexico 2009
  -  Médaillée d'argent de la vitesse par équipes
- Aguascalientes 2010
  -  Médaillée d'argent du 500 mètres
  - Quatrième de la vitesse individuelle[9]
- Medellín 2011
  -  Médaillée d'argent de la vitesse individuelle
  -  Médaillée de bronze du keirin
- Mar del Plata 2012
  -  Médaillée d'or de la vitesse individuelle
  -  Médaillée d'or du keirin
- Aguascalientes 2014
  -  Médaillée d'or du keirin
  -  Médaillée d'argent de la vitesse individuelle
  - Cinquième de la vitesse par équipes (avec Kate O'Brien)[10]
- Santiago 2015
  -  Médaillée d'or du keirin
  -  Médaillée d'or de la vitesse individuelle
  -  Médaillée de bronze de la vitesse par équipes (avec Kate O'Brien)

### Jeux panaméricains
- Toronto 2015
  -  Médaillée d'or de la vitesse
  -  Médaillée d'or du keirin
  -  Médaillée d'or de la vitesse par équipes (avec Kate O'Brien)

### Championnats nationaux
- Championne du Canada du 500 mètres en 2008 et 2010
- Championne du Canada du keirin en 2008, 2010 et 2011
- Championne du Canada de vitesse individuelle en 2008, 2009, 2010, 2011 et 2015
- Championne du Canada de vitesse par équipes en 2015 (avec Kate O'Brien)